# Rhys Patchell

a Compétitions nationales et continentales officielles uniquement.

b Matchs officiels uniquement.
Dernière mise à jour le 14 avril 2025.
Rhys Patchell, né le 17 mai 1993 à Penarth (pays de Galles), est un joueur international gallois de rugby à XV évoluant principalement au poste de demi d'ouverture.
Formé au Cardiff RFC et passé par le circuit mondial de rugby à sept, il fait ses débuts professionnels avec les Cardiff Blues en 2011 avant de jouer pour les Scarlets de 2016 à 2023.

## Biographie
Rhys Patchell dispute ses premiers matchs professionnels avec les Cardiff Blues en 2011 durant le mois d'octobre où il débute en tant que titulaire lors de deux rencontres de Coupe anglo-galloise face aux Newcastle Falcons puis aux Scarlets.
Il fait ses débuts internationaux avec le pays de Galles en juin 2013 lors d'un match face au Japon (victoire 22-18).
En décembre 2015, il signe pour l'équipe des Scarlets à partir de la saison 2016-2017.
Début septembre 2019, il est sélectionné pour participer à la Coupe du monde 2019. Pendant la compétition, où son équipe termine à la quatrième place, il est le demi d'ouverture remplaçant et est aligné sur les sept rencontres que les Gallois disputent, étant titularisé à deux reprises puis entrant en jeu quatre fois et n'étant pas utilisé lors d'une rencontre tout en inscrivant vingt-quatre points au total.
Durant le mois d'avril 2023, les Scarlets annoncent qu'il n'est pas gardé au sein de l'effectif pour la saison prochaine. En juillet suivant, il est annoncé qu'il rejoint la Nouvelle-Zélande et la franchise des Highlanders à partir de la saison 2024 de Super Rugby.

## Palmarès
- Vainqueur du Pro12 en 2017 avec les Scarlets.
- Finaliste du Pro14 en 2018 avec les Scarlets.